# Vittorio Veneto (Schiff, 1940)
Die Vittorio Veneto war ein italienisches Schlachtschiff der Littorio-Klasse der Regia Marina im Zweiten Weltkrieg. Sie wurde nach der Schlacht von Vittorio Veneto im Ersten Weltkrieg benannt.

## Bau
Die Vittorio Veneto wurde 1934 auf der Werft Cantieri Riuniti dell’Adriatico in Triest auf Kiel gelegt. Der Stapellauf war am 25. Juli 1937, die Indienststellung erfolgte am 28. April 1940, kurz nachdem Italien auf Seite der Achsenmächte in den Zweiten Weltkrieg eingetreten war. Sie war das erste nach dem Washingtoner Flottenvertrag gebaute Schlachtschiff, das die im Vertrag festgelegte Maximalgröße von 35.000 ts überschritt. 1942 wurde die Vittorio Veneto als erstes italienisches Schlachtschiff mit Radar, einem „Gufo“ E.C. 4, ausgerüstet.

## Gefechte

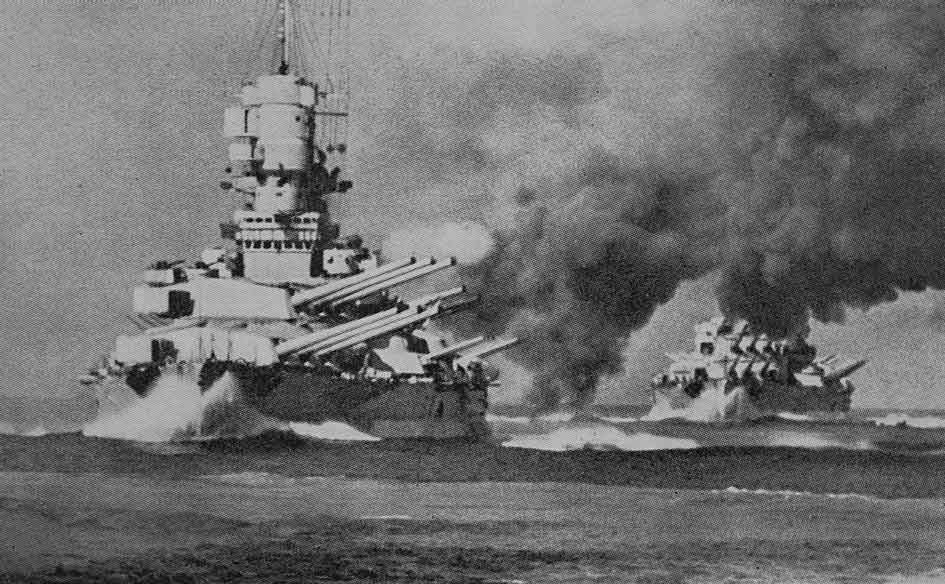
RN Vittorio Veneto in der Seeschlacht bei Kap Teulada

Am 27. November 1940 nahm die Vittorio Veneto an der Seeschlacht bei Kap Teulada teil, wo sie durch Langstreckenfeuer das aus sieben Schiffen bestehende britische Kreuzergeschwader zum Rückzug zwang.
Während der Schlacht bei Kap Matapan erhielt die Vittorio Veneto einen Torpedotreffer durch britische Fairey-Swordfish-Bomber, aufgrund einer Konstruktionsschwäche im Torpedoschutz kam es dabei zu schweren Schäden, welche die Rückkehr des Schlachtschiffs nach Italien erzwangen. Die britische Mittelmeerflotte versuchte zwar vergeblich, die Vittorio Veneto einzuholen, versenkte dabei aber drei Schwere Kreuzer und zwei Zerstörer der Regia Marina.
1942 nahm die Vittorio Veneto an den Kämpfen im Verlauf der britischen Konvoioperation Harpoon teil.
Nach dem Waffenstillstand zwischen Italien und den Alliierten am 8. September 1943 wurde das Schlachtschiff zusammen mit ihrem Schwesterschiff Italia (ex Littorio) für den Rest des Krieges im Großen Bittersee im Sueskanal interniert. Vorschläge, die Schiffe nach der italienischen Kriegserklärung an die Achsenmächte auf Seiten der Alliierten einzusetzen, wurden aus politischen und organisatorischen Gründen abgelehnt.
Nach dem Ende des Krieges wurde die Vittorio Veneto Großbritannien als Reparation zugesprochen, die Briten verzichteten jedoch auf das Schiff. 1948 wurde die Vittorio Veneto in Italien verschrottet.